# Synagrops malayanus
Synagrops malayanus és una espècie de peix pertanyent a la família dels acropomàtids.

## Hàbitat
És un peix marí, demersal i de clima tropical que viu entre 100 i 247 m de fondària.

## Distribució geogràfica
Es troba al Pacífic occidental central.

## Observacions
És inofensiu per als humans.